# Irena Jurgielewiczowa

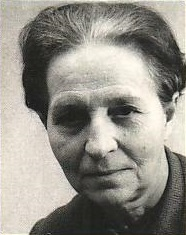
Irena Jurgielewiczowa (1988)

Irena Jurgielewiczowa (* 13. Januar 1903 in Działoszyn; † 25. Mai 2003 in Warschau) war eine polnische Kinder- und Jugendbuchautorin.

## Leben
Jurgielewiczowa studierte Polonistik an der Universität Warschau, wo sie 1928 promovierte. Daneben studierte sie Pädagogik an der Wolna Wszechnica Polska, wo sie in den 1930er Jahren dozierte. Während der deutschen Besatzung Polens gab sie Seminare im Untergrund und war Soldatin der Armia Krajowa, weswegen sie 1944 in ein Kriegsgefangenenlager in Deutschland deportiert wurde. Nach dem Zweiten Weltkrieg dozierte sie von 1947 bis 1950 an der Pädagogischen Fakultät der Universität Warschau. Von 1950 bis 1954 war sie literarische Leiterin des Staatlichen Theaters des Neuen Warschaus (Państwowy Teatr Nowej Warszawy). Von 1954 an widmete sie sich der literarischen Arbeit. Sie war die Ehefrau des Malers Mieczysław Jurgielewicz.

## Publikationen

### Kinder- und Jugendbücher (Auswahl)
- Historia o czterech pstroczkach, 1948
- O chłopcu, który szukał domu, 1957
- Jak jeden malarz chciał namalować szczęśliwego motyla, 1960
- Ten Obcy, 1961
- Niespokojne godziny, 1964
- Wszystko inaczej, 1968
- Ważne i nieważne, 1971
- Inna?, 1975

### Memoiren
- Strategia czekania, 1982
- Byłam, byliśmy, 1998

## Nominierungen (Auswahl)
- 1964: Ehrenliste des Hans Christian Andersen Preises für Ten Obcy[1]
- 1998: Nominierung für den Nike-Literaturpreis für Byłam, byliśmy